# Жук (Вовкун) Лідія Сергіївна
Жук (Вовкун) Лідія Сергіївна (нар. 28 серпня 1958, Білин) — українська театральна акторка, народна артистка України.

## Біографія
Лідія Жук народилася 28 серпня 1958 р. у селі Білин Ковельського району Волинської області.
У 1977 р. закінчила Луцьке культурно-освітнє училище (режисерське відділення). У 1978–1982 рр. навчалася у Київському державному інституті театрального мистецтва ім. І. Карпенка-Карого, де здобула фах акторки театру та кіно. Впродовж 1982–1998 рр. — акторка Чернівецького українського музично-драматичного театру ім. О. Кобилянської. Нині живе і працює у Києві — акторка Київського академічного молодого театру.

## Творчі набутки артистки
На сцені Чернівецького театру зіграла чимало ролей, які відзначаються щирістю переживань, глибокою проникливістю, художньою переконливістю: Тетянка і Настка («У неділю рано зілля копала» О. Кобилянської), Пріська («Українські вечорниці»), Оля («Кабанчик» П. Розова), Марина («Сад без землі» Л. Розумовської), Дочка («Мати Ісуса» О. Володіна), Джулія («Ох, водевіль, водевіль»), Бланш («Трамвай бажань» Т. Вільямса). Створила моноспектакль за інтимною лірикою Ліни Костенко «Моя любове, я перед тобою».

## На телебаченні
Великим внеском акторки у популяризацію українського мистецтва й культури є її робота на телебаченні, де вона створила літературні та поетичні передачі за творчістю Ольги Кобилянської, Лесі Українки, Юрія Федьковича, Михайла Івасюка, багатьох сучасних буковинських поетів. Відома як ведуча багатьох вечорів, концертів і зустрічей із творчими особистостями.

## Відзнаки, нагороди
- Заслужений артист України (1997).[1]
- Народна артистка України (2008).[2]
- Лауреатка Міжнародного театрального фестивалю «Херсонські ігри» за створений образ Гедди у спектаклі «Гедда Габлер» Г. Ібсена.